# Bleptina niveigutta
Bleptina niveigutta là một loài bướm đêm trong họ Noctuidae.